# Mariental (Namibia)

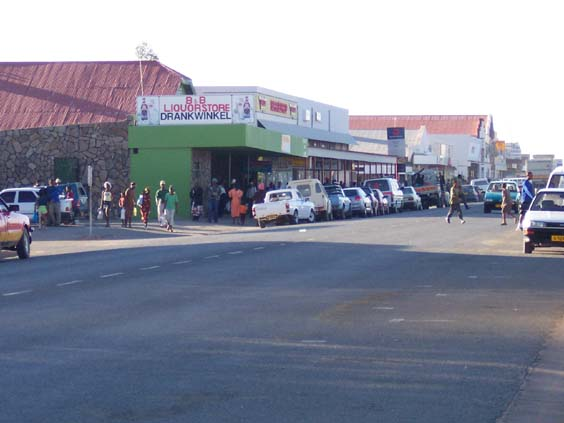
Straßenszene in Mariental

Mariental, historisch Marienthal, ist eine Gemeinde und Regionshauptstadt der Region Hardap in Namibia. Mariental wurde am 24. Dezember 1894 gegründet und ist nach Maria Brandt, der Ehefrau des ersten deutschen Siedlers der Region, Hermann Brandt (1856–1925), benannt. Mariental hat 12.500 Einwohner.

## Geschichte
Der aus Porta Westfalica stammende Landwirt Hermann Brandt kam 1894 über Südafrika zusammen mit seiner Ehefrau Anna Maria geb. Mähler als erster weißer Siedler in die Region des heutigen Marientals, wo er vom Kaptein der Orlam, Hendrik Witbooi, die Farm Gui-ganabis erwarb. Gui-ganabis wurde von Hermann Brandt nach dem Vornamen seiner Ehefrau in Mariental umbenannt.
 Ende der 1890er Jahre wurden 15 deutsche Soldaten auf der Farm Mariental stationiert und bereits kurz darauf wurde eine Polizeistation eingerichtet.
Zwischen 1903 und 1907 kam es während der Aufstände der Herero und Nama auf dem Gebiet des heutigen Mariental wiederholt zu Kämpfen zwischen der deutschen Schutztruppe und den Aufständischen.
1911 erhielt Mariental Anschluss an das Eisenbahnnetz von Deutsch-Südwestafrika, wobei die Bahnstrecke einige Kilometer westlich der ursprünglichen Farm Mariental verlief. Aufgrund der Eisenbahnanbindung stieg die Bevölkerungszahl weiter an und erste Geschäfte und Unternehmungen entstanden vor Ort. Bereits 1912 forderten die Bewohner der Ansiedlung mit einer Petition die offizielle Erhebung von Mariental zu einem Dorf. Der Erste Weltkrieg und das damit einhergehende Ende von Deutsch-Südwestafrika verschleppten jedoch dieses Anliegen. Ab 1915 stand Mariental dann unter südafrikanischer Verwaltung.
Kurz nach der Grundsteinlegung für eine Kirche im Jahr 1920 wurde die Ansiedlung von der südafrikanischen Oberhoheit offiziell zum Dorf Mariental erhoben. 1946 erfolgte dann die Erhebung zur Stadt.

## Klima
|                       | Jan | Feb | Mär | Apr | Mai | Jun | Jul | Aug | Sep | Okt | Nov | Dez |   |      |
| Mittl. Tagesmax. (°C) | 42  | 40  | 38  | 32  | 28  | 23  | 23  | 28  | 35  | 42  | 42  | 43  | ⌀ | 34,6 |
| Mittl. Tagesmin. (°C) | 24  | 22  | 21  | 17  | 12  | 8   | 4   | 7   | 12  | 18  | 20  | 22  | ⌀ | 15,5 |
|                       |     |     |     |     |     |     |     |     |     |     |     |     |   |      |
| Niederschlag (mm)     | 60  | 63  | 79  | 25  | 3   | 4   | 1   | 1   | 5   | 6   | 10  | 47  | Σ | 304  |

| 24 |

| 22 |

| 21 |

| 17 |

| 12 |

| 8 |

| 4 |

| 7 |

| 12 |

| 18 |

| 20 |

| 22 |

| 24 |

| 22 |

| 21 |

| 17 |

| 12 |

| 8 |

| 4 |

| 7 |

| 12 |

| 18 |

| 20 |

| 22 |

| N i e d e r s c h l a g | 60  | 63  | 79  | 25  | 3   | 4   | 1   | 1   | 5   | 6   | 10  | 47  |
|                         | Jan | Feb | Mär | Apr | Mai | Jun | Jul | Aug | Sep | Okt | Nov | Dez |

## Kommunalpolitik
Bei den Kommunalwahlen 2020 wurde folgendes amtliche Endergebnis ermittelt.
| Partei | Stimmen | Sitze |
| ------ | ------- | ----- |
| LPM    | 1726    | 4     |
| SWAPO  | 906     | 2     |
| IPC    | 180     | 1     |

## Verwaltung
Mariental gliedert sich in mehrere Stadtteile, u. a.
- Empelheim mit dem „Namibia Dairies Village“

## Wirtschaft und Verkehr

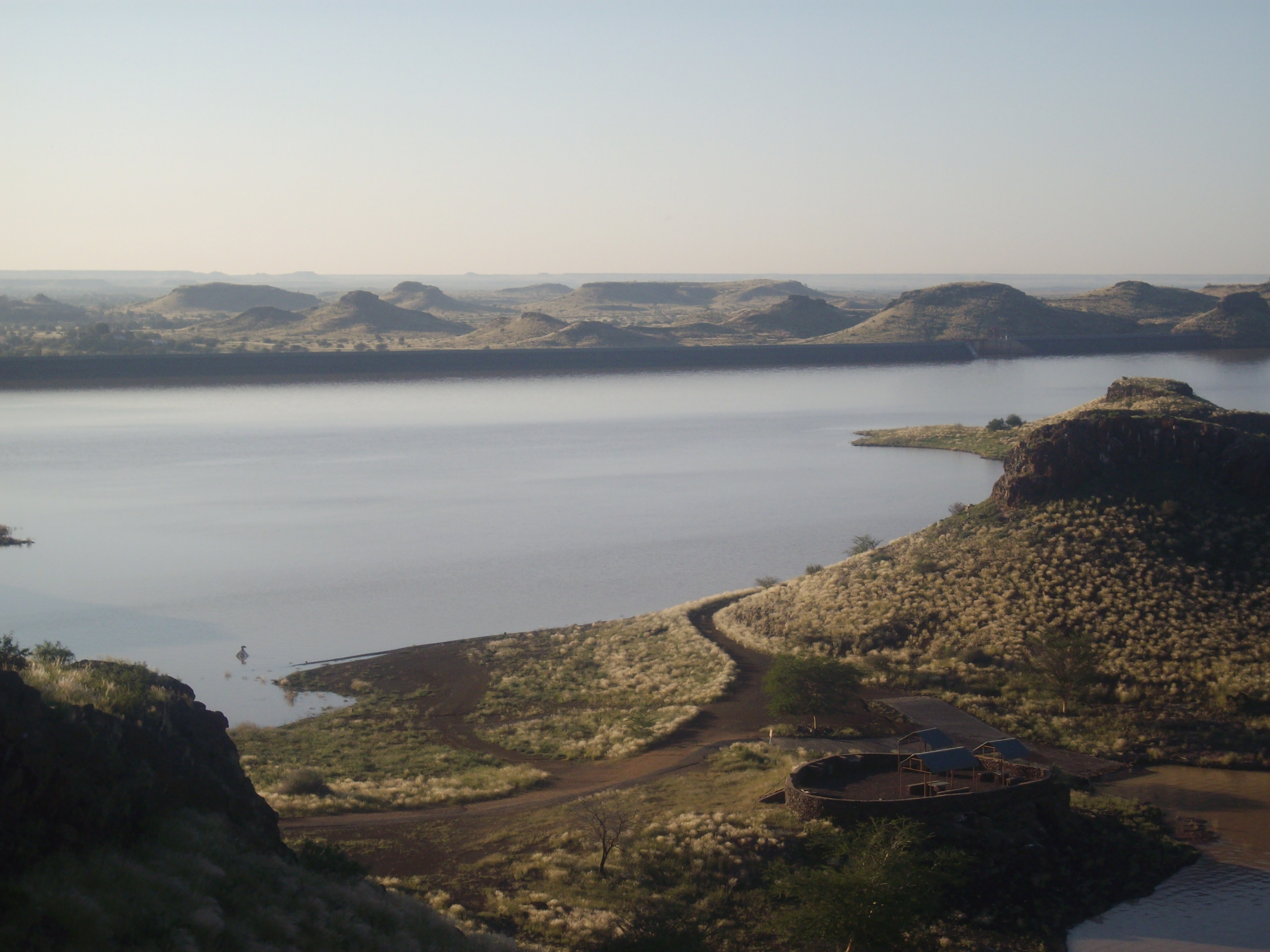
Hardap-Damm

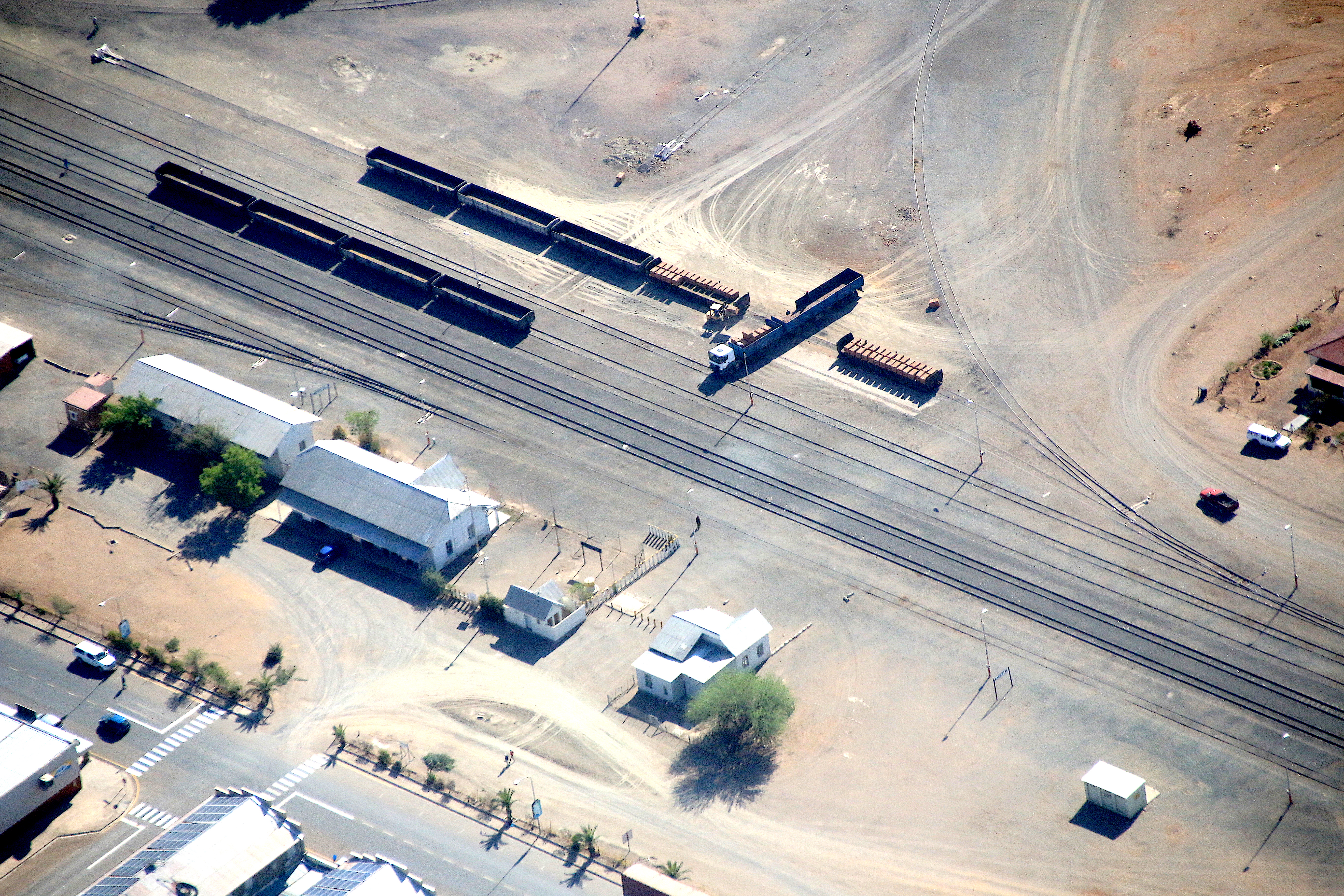
Bahnhof Mariental (2019)

Mariental ist heute Verwaltungszentrum, Landwirtschafts- und Handelszentrum des mittleren Südens von Namibia.

Die Hartlief betrieb in Mariental einen Schlachthof, der später vom Farmers Meat Market übernommen wurde.
Die Stadt liegt sowohl am Fischfluss als auch an der Nationalstraße B1 – der Nord-Süd-Achse des Landes – circa 250 km südlich der namibischen Hauptstadt Windhoek und ist ein Versorgungszentrum für die vor allem hier lebenden Menschen vom Volk der Nama und umliegende Farmen. Zudem führt von hier die Hauptstraße C19 Richtung Westen bis Maltahöhe sowie die Hauptstraße C20 nach Nordosten. Die Stadt verfügt über einen Flugplatz (Flugplatz Mariental; ICAO: FYML).
Der Hardap-Stausee ermöglichte die Anlage eines größeren Bewässerungsgebietes, so dass in der Umgebung von Mariental nicht nur Karakulschafe gezüchtet werden, sondern auch Wein-, Obst- und Gemüseanbau möglich ist. Die Staumauer ist 862 Meter lang, die aufgestaute Wasserfläche ist im Mittel 25 km² groß. Nördlich der Stadt entlang der B1 waren zu Blütezeiten riesige Straußenfarmen angesiedelt. Heute (Stand Februar 2016) gibt es dort keine Straußenfarmen mehr.

### Tourismus
Von touristischer Bedeutung ist vor allem der Hardap-Damm, der 1963 eingeweiht wurde. Um diesen herum befindet sich das Hardap-Erholungsgebiet, ein beliebtes Naherholungsgebiet mit zahlreichen afrikanische Wildtierarten, darunter Kudus. Hier befindet sich eine Unterkunft von Namibia Wildlife Resorts. Mariental gilt auch als Tor zur Kalahari.
In Mariental selber finden sich zahlreiche Gästeunterkünfte.

## Besonderes
Im März 2006 wurde die Stadt durch Öffnung der Hardapschleusen von einer Flutwelle erfasst und fast vollständig überschwemmt. Die Zerstörungen dieses Hochwassers wurden schnell beseitigt, doch war das gesellschaftliche Leben der Stadt lange Zeit lahmgelegt. Seitdem ist die Stadt an der Ostseite von bis zu drei Meter hohen Deichen umgeben.
Der gemeinnützige Verein „Fahrräder für Afrika e. V.“ hat in Mariental zusammen mit der örtlichen Catholic Aids Action und dem „Bicycling Empowerment Network Namibia“ (BEN Namibia) eine Fahrradwerkstatt aufgebaut, in der HIV-Positive zu Fahrradmechanikern ausgebildet werden. Diese setzen gebrauchte Fahrräder instand, die dann günstig an die Bevölkerung verkauft werden.

## Bildungseinrichtungen

### Grundschulen
- Danie Joubert Primary School
- Empelheim Primary School
- H. Vedder Primary School
- Neue Hariseb Primary School
- Sonop Primary School

### Weiterführende Schulen
- Empelheim High School
- Mariental Junior Secondary School
- Mariental Secondary School

## Söhne und Töchter der Stadt
- Andreas Guibeb (* 1954), namibischer Diplomat
- George Hummel (* 1976), namibischer Fußballspieler
- Margaret Mensah-Williams (* 1961), namibische Politikerin und von 2015 bis 2019 Sprecherin des Nationalrates
- Marlene Mungunda (* 1954), namibische Politikerin
- Willy Stephanus (* 1991), namibischer Fußballspieler
- Hartmut Wessler (* 1965), deutscher Kommunikationswissenschaftler und Hochschullehrer

## Städtepartnerschaften
- Windhoek, Namibia, seit dem 11. März 2003
- Zhengzhou, Volksrepublik China, seit 2003